# جورج إبراهيم عبد الله
جورج إبراهيم عبد الله (2 نيسان/أبريل 1951م) هو ناشط سياسي لبناني ماروني، ومؤسس تنظيم الفصائل المسلحة الثورية اللبنانية وقائدها، وهي مجموعة ماركسية لينينية صغيرة معادية لإسرائيل ظهرت أثناء الحرب الأهلية اللبنانية. وعَمِل مع الحزب الشيوعي اللبناني والجبهة الشعبية لتحرير فلسطين. اعتُقل في فرنسا عام 1984 بتهمة التواطؤ لاغتيال الدبلوماسي الإسرائيلي «ياكوف بارسيمانتوف» والملحق العسكري الأمريكي «تشارلز راي»، وهو يُعَدُّ أقدمَ سجين سياسي في أوروبا.
في 15 نوفمبر 2024م، أمرت محكمة فرنسية بالإفراج عنه في 6 ديسمبر 2024م، على شرط المغادرة وعدم العودة الى فرنسا. لكن لم يفرج عنه حتى 17 يوليو 2025م.
في 17 يوليو/تموز 2025م، قضت محكمة الاستئناف في باريس بالإفراج الفوري عنه مع ترحيله إلى لبنان، ونُفذ القرار في 25 يوليو/تموز 2025م بعد 41 عامًا في السجن.

## سيرته
وُلد جورج إبراهيم عبد الله في القبيات بقضاء عكَّار، لأسرة مسيحية مارونية.
درس في دار المعلِّمين في الأشرفية، وتخرَّج عام 1970م. انخرط في النشاط السياسي في سن مبكرة، ودعم القضايا اليسارية والقومية، وانضمَّ إلى حركات المقاومة الفلسطينية ضد الاحتلال الإسرائيلي. ناضل في صفوف الحركة الوطنية اللبنانية، ثم التحق بالمقاومة الفلسطينية وكان عضوًا في الجبهة الشعبية لتحرير فلسطين. جُرح أثناء الاجتياح الإسرائيلي للجنوب اللبناني عام 1978م. أحدث العدوان الإسرائيلي على الشعب اللبناني والفلسطيني، ولا سيَّما عدوان عام 1982م على لبنان، ثورةً في نفوس الكثير من اللبنانيين والعرب الذين اندفعوا يجوبون دول العالم في محاولات منهم لملاحقة الإسرائيليين ردًّا على الخسائر التي لحقت بالشعب العربي.
أصبح قائدًا للفصائل المسلحة الثورية اللبنانية، التي شنَّت هجمات على أهداف غربية وإسرائيلية خلال الحرب الأهلية اللبنانية.

## اعتقاله

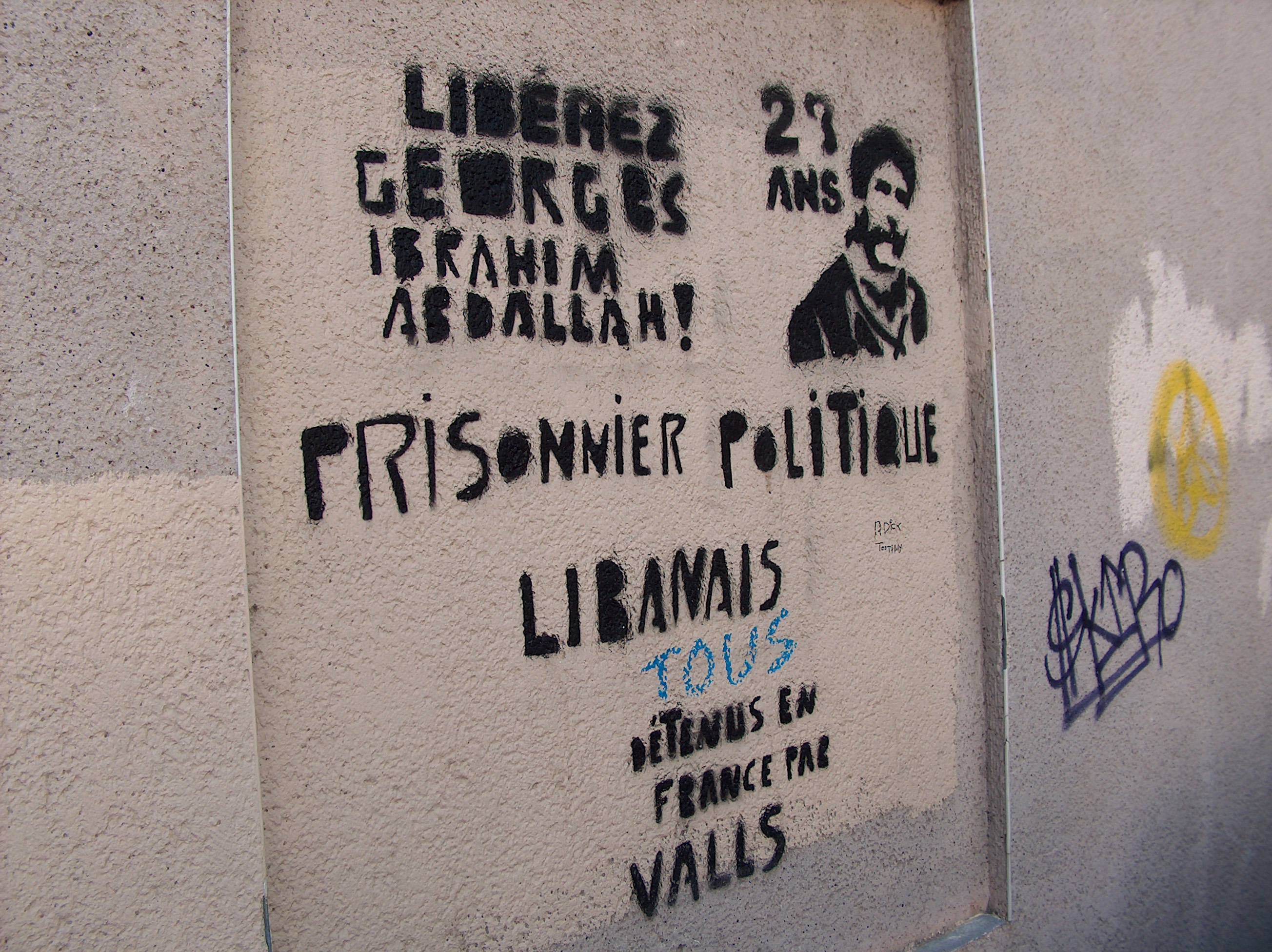
جرافيتي في شارع ساكاباي في مدينة بيربينيان

في 24 تشرين الأول 1984 اعتقلته السلطات الفرنسية في مدينة ليون. وفي عام 1987م، حُكم عليه بالسجن المؤبد بتهمة التواطؤ لاغتيال الملحق العسكري الأميركي تشارلز راي، والدبلوماسي الإسرائيلي ياكوف بارسيمانتوف.
ومع أنه أصبح مؤهلًا للإفراج المشروط منذ عام 1999م، رفضت السلطات الفرنسية الإفراج عنه، تحت ضغط سياسي كبير من الولايات المتحدة وإسرائيل.
عَد جورج عبد الله أقدمَ السجناء السياسيين في السجون الغربية.

## الإفراج عنه

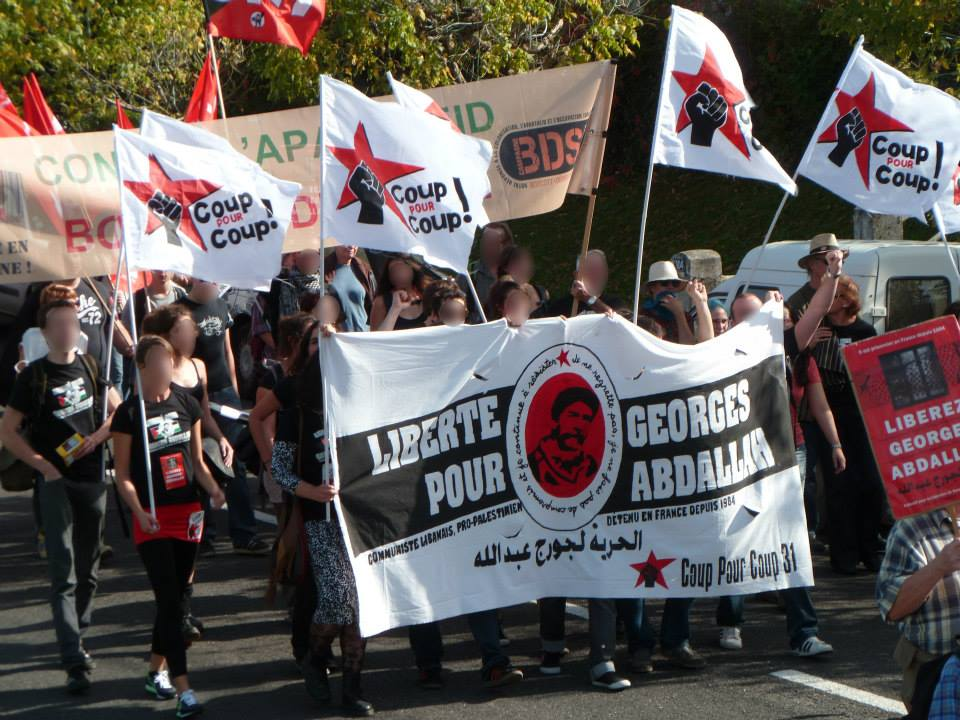
تظاهرة في لانميزان للمطالبة بالإفراج عن جورج عبد الله

في عام 1985م تعهَّدت فرنسا بإطلاق سراح عبد الله مقابل الإفراج عن الدبلوماسي الفرنسي جيل سيدني بيرول، المخطوف في لبنان.
وأثناء الحرب الفلسطينية الإسرائيلية 2023، التقى وفد من الحزب الشيوعي اللبناني قادةَ حماس وطلب تبنِّي مسألة إطلاق سراح جورج إبراهيم عبد الله في أي صفقة تبادل مقبلة.
طالبت العديد من المنظمات إطلاق سراح عبد الله، مثل الرابطة الفرنسية لحقوق الإنسان، والاتحاد اليهودي الفرنسي من أجل السلام، وجمعية التضامن الفرنسية الفلسطينية ومركز القدس للمساعدة القانونية وحقوق الإنسان.
وفي 15 نوفمبر 2024م قرَّرت محكمة فرنسية الإفراج عنه، وأفرج عنه في 17 يوليو 2025م، لتنتهي بذلك 40 سنة من الاعتقال.
وفي 17 يوليو/تموز 2025م، قضت محكمة الاستئناف في باريس بالإفراج الفوري عنه مع ترحيله إلى لبنان، ونُفذ القرار في 25 يوليو/تموز 2025م بعد 41 عامًا في السجن.